# Gambi

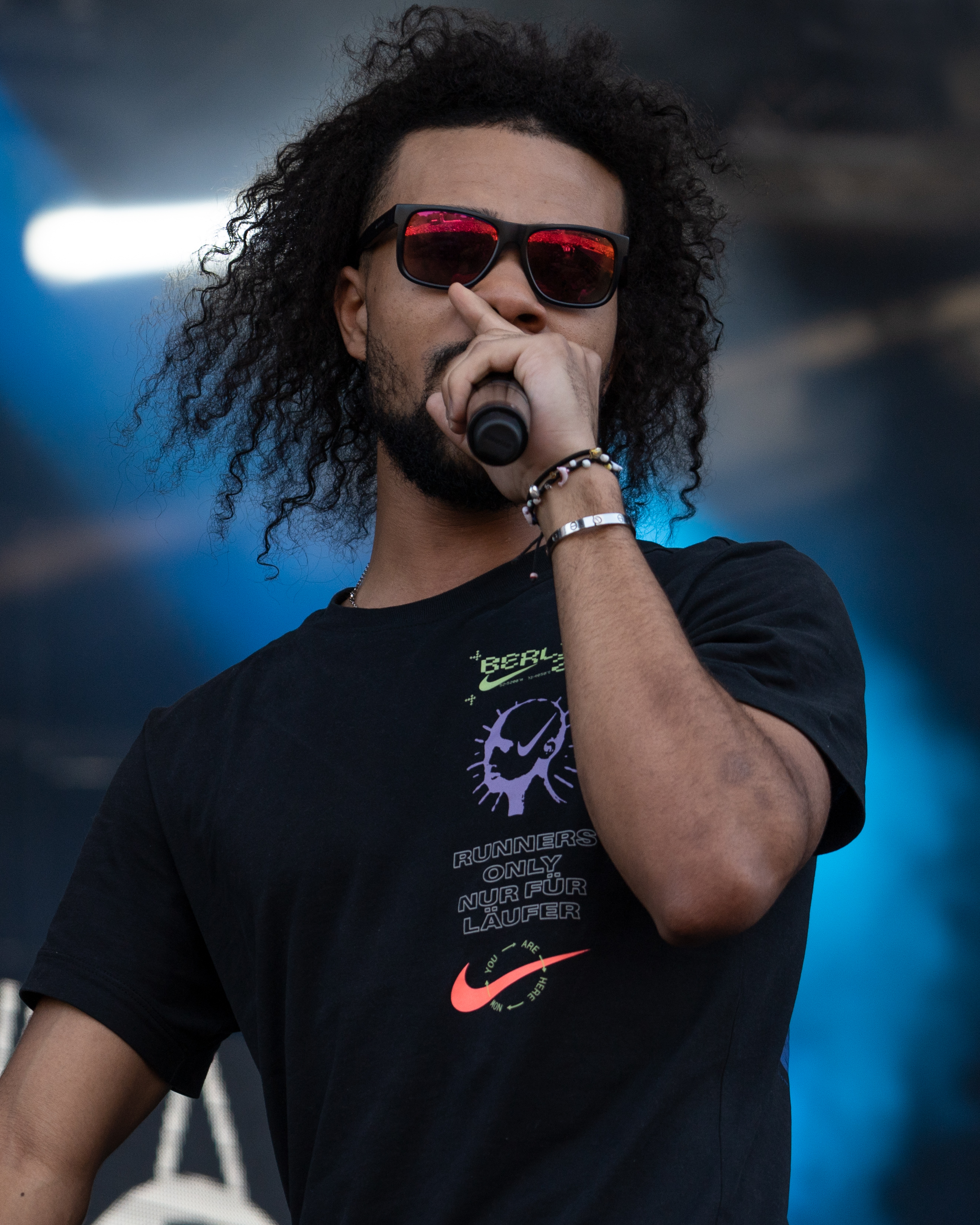
Gambi (2022)

Gambi (* 12. Januar 1998; eigentlich Michaël Richard Mathieu) ist ein französischer Rapper.

## Leben und Karriere
Er wuchs im Pariser Banlieue Fontenay-sous-Bois auf. Seine Wurzeln liegen in Kamerun und Italien.
Bekanntheit erlangte der Künstler im Jahr 2018, als er neben seiner Tätigkeit als Lieferant von Sushi-Speisen Videos als Teil seiner YouTube-Serie Makak veröffentlichte. Im Mai 2019 unterzeichnete er seinen ersten Plattenvertrag bei Rec. 118, einem Ableger von Warner Music France. Mit seinem ersten Titel La guenav erreichte er erstmals Popularität als Rapper. Wenig später erfolgte die Veröffentlichung der Single Oulalah. Der endgültige Durchbruch gelang ihm jedoch erst mit dem Lied Hé oh, welches am 9. August 2019 erschienen ist. Ende September 2019 erreichte er damit das erste Mal die Spitze der französischen Singlecharts. Bereits Anfang Oktober 2019 wurde die nächste Single Popopop veröffentlicht. Bereits am ersten Tag wurde sie auf der Streaming-Plattform Spotify über 875.000 Mal abgerufen. In Frankreich erreichte er auf Anhieb Platz eins der Singlecharts und löste sich damit selbst von der Spitze ab.
Seine früheren Einflüsse sind vor allem von amerikanischer Rap-Musik geprägt, dazu zählt insbesondere der Rapper Chief Keef.

## Diskografie

### Studioalben
| Jahr | Titel Musiklabel               | Höchstplatzierung, Gesamtwochen, AuszeichnungChartplatzierungen (Jahr, Titel, Musiklabel, Platzierungen, Wochen, Auszeichnungen, Anmerkungen) | Höchstplatzierung, Gesamtwochen, AuszeichnungChartplatzierungen (Jahr, Titel, Musiklabel, Platzierungen, Wochen, Auszeichnungen, Anmerkungen) | Höchstplatzierung, Gesamtwochen, AuszeichnungChartplatzierungen (Jahr, Titel, Musiklabel, Platzierungen, Wochen, Auszeichnungen, Anmerkungen) | Anmerkungen                                             |
| Jahr | Titel Musiklabel               | FR | BEW | CH | Anmerkungen                                             |
| ---- | ------------------------------ | --- | --- | --- | ------------------------------------------------------- |
| 2020 | La vie est belle Rec.118 (WMG) | FR1 Platin · (113 Wo.)FR | BEW1 (35 Wo.)BEW | CH7 (1 Wo.)CH | Erstveröffentlichung: 10. Juli 2020 Verkäufe: + 100.000 |
| 2023 | N’a stragia Rec.118 (WMG)      | FR5 (24 Wo.)FR | BEW75 (5 Wo.)BEW | — | Erstveröffentlichung: 9. Juni 2023                      |

### Singles
| Jahr | Titel Album                     | Höchstplatzierung, Gesamtwochen, AuszeichnungChartplatzierungen (Jahr, Titel, Album, Platzierungen, Wochen, Auszeichnungen, Anmerkungen) | Höchstplatzierung, Gesamtwochen, AuszeichnungChartplatzierungen (Jahr, Titel, Album, Platzierungen, Wochen, Auszeichnungen, Anmerkungen) | Höchstplatzierung, Gesamtwochen, AuszeichnungChartplatzierungen (Jahr, Titel, Album, Platzierungen, Wochen, Auszeichnungen, Anmerkungen) | Anmerkungen                                                                      |
| Jahr | Titel Album                     | FR | BEW | CH | Anmerkungen                                                                      |
| --- | ------------------------------- | --- | --- | --- | -------------------------------------------------------------------------------- |
| 2019 | La guenav –                     | FR47 Gold · (12 Wo.)FR | — | — | Erstveröffentlichung: 10. Mai 2019                                               |
| 2019 | Oulalah –                       | FR126 (2 Wo.)FR | — | — | Erstveröffentlichung: 28. Juni 2019                                              |
| 2019 | Hé oh La vie est belle          | FR1 Diamant · (42 Wo.)FR | BEW13 (15 Wo.)BEW | CH43 (6 Wo.)CH | Erstveröffentlichung: 9. August 2019 Verkäufe: + 333.333                         |
| 2019 | Popopop La vie est belle        | FR1 Diamant · (51 Wo.)FR | BEW3 Gold · (19 Wo.)BEW | CH15 (9 Wo.)CH | Erstveröffentlichung: 4. Oktober 2019 Verkäufe: + 353.333                        |
| 2019 | Stevez –                        | FR26 (4 Wo.)FR | — | — | Erstveröffentlichung: 7. November 2019 mit TK                                    |
| 2020 | Dans l’espace –                 | FR1 Diamant · (32 Wo.)FR | BEW15 (10 Wo.)BEW | CH28 (3 Wo.)CH | Erstveröffentlichung: 17. Januar 2020 Verkäufe: + 353.333; feat. Heuss L’Enfoiré |
| 2020 | Macintosh La vie est belle      | FR5 Platin · (18 Wo.)FR | — | — | Erstveröffentlichung: 19. Juni 2020 Verkäufe: + 200.000                          |
| 2020 | Puff puff puff La vie est belle | FR9 Platin · (15 Wo.)FR | — | — | Erstveröffentlichung: 14. August 2020 Verkäufe: + 200.000                        |
| 2021 | Khedma –                        | FR88 (1 Wo.)FR | — | — | Erstveröffentlichung: 12. November 2021                                          |
| 2022 | Petete N’a Stragia              | FR1 Diamant · (47 Wo.)FR | BEW14 (9 Wo.)BEW | CH28 (6 Wo.)CH | Erstveröffentlichung: 29. Juli 2022 Verkäufe: + 333.333                          |
| 2023 | Ils ont pété –                  | FR120 (1 Wo.)FR | — | — | Erstveröffentlichung: 3. März 2023                                               |
| 2023 | Guette N’a Stragia              | FR93 (2 Wo.)FR | — | — | Erstveröffentlichung: 11. Mai 2023                                               |
| 2023 | Bonjour –                       | FR23 (7 Wo.)FR | — | CH100 (1 Wo.)CH | Erstveröffentlichung: 18. August 2023 feat. NLE Choppa                           |
| 2024 | Héhé hé –                       | FR140 (2 Wo.)FR | — | — | Erstveröffentlichung: 5. Juli 2024                                               |
| 2024 | Tentation –                     | FR19 (5 Wo.)FR | BEW50 (1 Wo.)BEW | CH79 (1 Wo.)CH | Erstveröffentlichung: 23. August 2024 feat. Hamza                                |
| 2025 | Loco Loco –                     | FR37 (… Wo.)FR | — | — | Erstveröffentlichung: 16. Mai 2025                                               |
| Folgende Lieder erschienen nicht als Single, wurden aber durch das Album zum Download und Streaming bereitgestellt und konnten somit eine Platzierung erlangen: |                                 | | | |                                                                                  |
| |                                 | | | |                                                                                  |
| 2019 | Tout doux La Relève 2           | FR94 (3 Wo.)FR | — | — | Charteinstieg: 25. Oktober 2019                                                  |
| 2020 | On s’taille La vie est belle    | FR27 Gold · (4 Wo.)FR | — | — | Charteinstieg: 17. Juli 2020 Verkäufe: + 100.000                                 |
| 2020 | J’deviens fou La vie est belle  | FR46 Gold · (4 Wo.)FR | — | — | Charteinstieg: 17. Juli 2020 Verkäufe: + 100.000                                 |
| 2020 | Vivre La vie est belle          | FR77 (1 Wo.)FR | — | — | Charteinstieg: 17. Juli 2020                                                     |
| 2020 | Festival La vie est belle       | FR78 (1 Wo.)FR | — | — | Charteinstieg: 17. Juli 2020                                                     |
| 2020 | Ouh La vie est belle            | FR79 (1 Wo.)FR | — | — | Charteinstieg: 17. Juli 2020                                                     |
| 2020 | Côte d’azur La vie est belle    | FR102 (1 Wo.)FR | — | — | Charteinstieg: 17. Juli 2020                                                     |
| 2020 | Bienvenue La vie est belle      | FR108 (1 Wo.)FR | — | — | Charteinstieg: 17. Juli 2020                                                     |
| 2020 | La vie est belle                | FR111 (1 Wo.)FR | — | — | Charteinstieg: 17. Juli 2020                                                     |
| 2020 | Merci la hess La vie est belle  | FR119 (1 Wo.)FR | — | — | Charteinstieg: 17. Juli 2020                                                     |
| 2020 | Loin d’ici La vie est belle     | FR170 (1 Wo.)FR | — | — | Charteinstieg: 17. Juli 2020                                                     |
| 2020 | Paris la nuit La vie est belle  | FR192 (1 Wo.)FR | — | — | Charteinstieg: 17. Juli 2020                                                     |

### Singles als Gastmusiker
| Jahr | Titel Album                       | Höchstplatzierung, Gesamtwochen, AuszeichnungChartplatzierungen (Jahr, Titel, Album, Platzierungen, Wochen, Auszeichnungen, Anmerkungen) | Höchstplatzierung, Gesamtwochen, AuszeichnungChartplatzierungen (Jahr, Titel, Album, Platzierungen, Wochen, Auszeichnungen, Anmerkungen) | Höchstplatzierung, Gesamtwochen, AuszeichnungChartplatzierungen (Jahr, Titel, Album, Platzierungen, Wochen, Auszeichnungen, Anmerkungen) | Anmerkungen                                                                                   |
| Jahr | Titel Album                       | FR | BEW | CH | Anmerkungen                                                                                   |
| --- | --------------------------------- | --- | --- | --- | --------------------------------------------------------------------------------------------- |
| 2020 | Servis Oxyz                       | FR120 (4 Wo.)FR | — | — | Erstveröffentlichung: 4. September 2020 Squeezie feat. Gambi                                  |
| 2023 | Purple En temps réel              | FR89 Gold · (5 Wo.)FR | — | — | Erstveröffentlichung: 10. März 2023 Naps feat. Gambi                                          |
| Folgende Lieder erschienen nicht als Single, wurden aber durch das Album zum Download und Streaming bereitgestellt und konnten somit eine Platzierung erlangen: |                                   | | | |                                                                                               |
| |                                   | | | |                                                                                               |
| 2019 | Bouge-moi de là C’est pas des LOL | FR52 (3 Wo.)FR | — | — | Charteinstieg: 13. Dezember 2019 Jul feat. Gips, Houari GP, Le K, Gambi, TK, Moubarak & Miklo |
| 2019 | Gasolina Santa Sauce 2            | FR27 Diamant · (24 Wo.)FR | — | — | Charteinstieg: 27. Dezember 2019 Verkäufe: + 333.333; Hamza feat. Gambi                       |
| 2020 | Chihuahua Vintage                 | FR65 (2 Wo.)FR | — | — | Charteinstieg: 27. März 2020 Soolking feat. Gambi                                             |

## Auszeichnungen für Musikverkäufe
Anmerkung: Auszeichnungen in Ländern aus den Charttabellen bzw. Chartboxen sind in ebendiesen zu finden.
| Land/RegionAuszeichnungen für Musikverkäufe (Land/Region, Auszeichnungen, Verkäufe, Quellen) | Gold     | Platin     | Diamant     | Verkäufe  | Quellen         |
| -------------------------------------------------------------------------------------------- | -------- | ---------- | ----------- | --------- | --------------- |
| Belgien (BRMA)                                                                               | Gold1    | —          | —           | 20.000    | ultratop.be     |
| Frankreich (SNEP)                                                                            | 4× Gold4 | 3× Platin3 | 5× Diamant5 | 2.536.665 | snepmusique.com |
| Insgesamt                                                                                    | 5× Gold5 | 3× Platin3 | 5× Diamant5 |           |                 |